# クリームパン
クリームパンは、中にカスタードクリームが入っている菓子パンの一種である。

## 歴史
シュークリームの美味しさに感銘を受けた中村屋の創業者である相馬愛蔵がこれをパンに応用することを考え、1904年（明治37年）にクリームパンの製造・販売を始めたのが元祖である。
発売されたクリームパンは体力向上が叫ばれていた時代に栄養価の高い食べ物として受け入れられ、次第に全国へ広まっていった。

## 製法
カスタードクリームをパンの生地内に詰めてから焼成する、もしくはシュークリームと同様に焼成後に器具を用いてパンの生地内に詰める。
クリームパンにグローブ型が多いのは、詰め物をしたパンを焼く際に中に空洞ができてしまうことを防ぐためにグローブ型の切れ込みを入れたとする説と、切れ込みから中身がわかるようにするためとする説があるが、いつからこのような形になったのかは定説を得ていない。開発元の中村屋では「切れ目が入ったのは戦後のようです」としている。

## ギャラリー

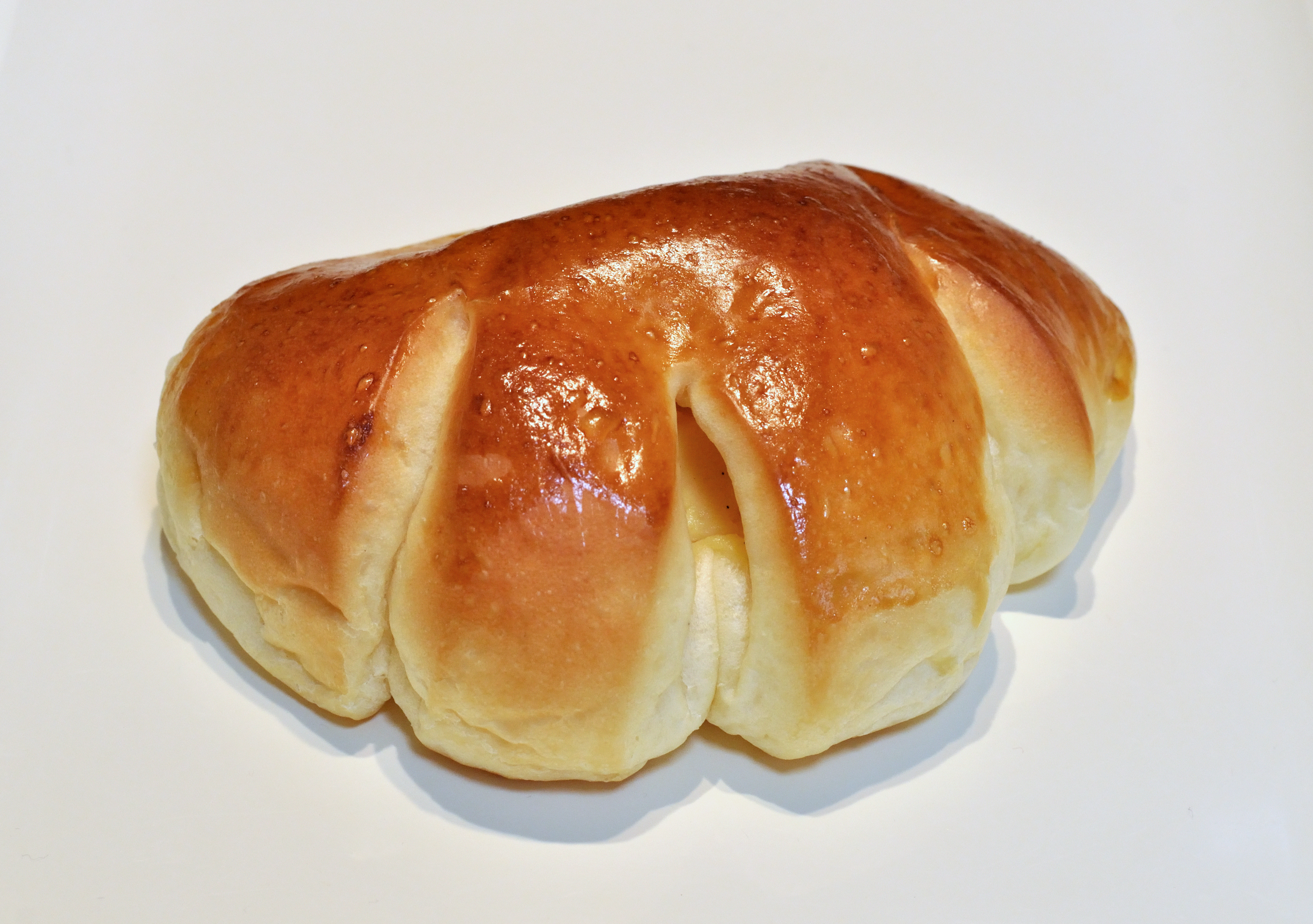
グローブ型 クリームパン
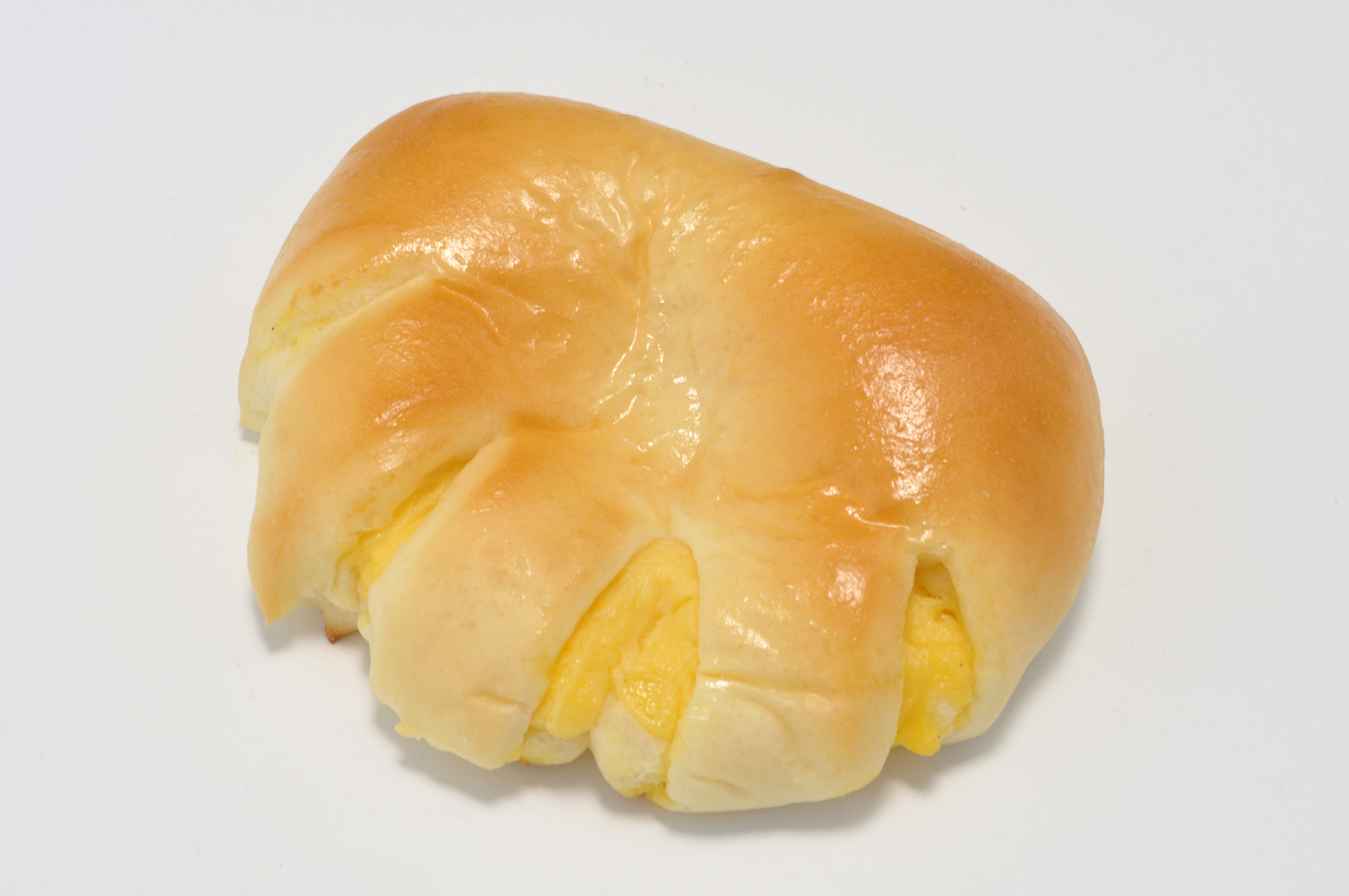
中身が見える グローブ型 クリームパン
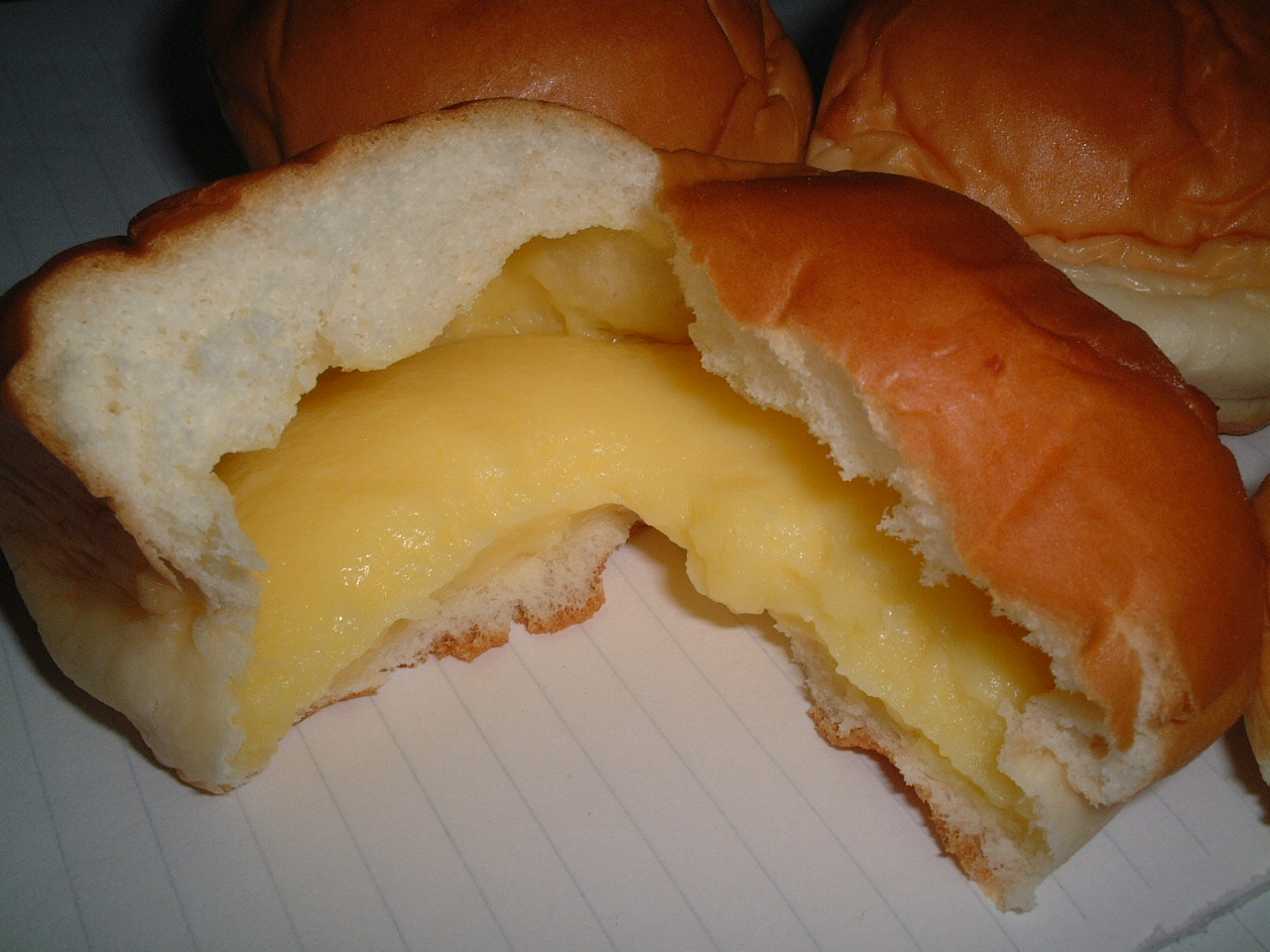
割って中身を見せた 薄皮クリームパン

## 派生品
派生品として、生クリーム、チョコレートクリーム、コーヒークリームなどを充填したものが挙げられる。